# Koisaika Miyamoto
Koisaika Miyamoto (恋妻家宮本?), noto anche con il titolo internazionale A Loving Husband, è un film del 2016 scritto e diretto da Kazuhiko Yukawa.

## Trama
Yohei Miyamoto conobbe la moglie Miyoko all'università e, dato che la giovane era rimasta incinta, decise di sposarla; in seguito, Miyamoto non si pentì mai della scelta, amando profondamente la moglie e pensando di essere da lei amato allo stesso modo. Un giorno, sfogliando un libro, Miyamoto trova tuttavia nascosti tra le pagine dei moduli per il divorzio, già compilati dalla moglie. Miyamoto inizia così a chiedersi il motivo di una tale scelta da parte di Miyoko.